# Manokotak
Manokotak é uma cidade localizada no estado americano de Alasca, no Distrito de Dillingham.

## Demografia
Segundo o censo americano de 2000, a sua população era de 399 habitantes.
Em 2006, foi estimada uma população de 403, um aumento de 4 (1.0%).

## Geografia
De acordo com o United States Census Bureau, a localidade tem uma área de 96,5 km², dos quais 94,2 km² cobertos por terra e 2,3 km² cobertos por água.

## Localidades na vizinhança
O diagrama seguinte representa as localidades num raio de 72 km ao redor de Manokotak.